# Gul
Un gul (adaptación del inglés ghoul, del árabe غول‎, ghūl, plural ghilan) es un demonio necrófago que, según el folclore árabe, habita en lugares inhóspitos o deshabitados y frecuenta los cementerios. Están clasificados como monstruos no muertos. Los gules profanan las tumbas y se alimentan de los cadáveres, pero también secuestran niños para devorarlos. La mención literaria más antigua que menciona a los guilan es Las mil y una noches. Existe también una variante femenina, llamada ghouleh, traducida a veces como algola.  
El término fue mencionado en la literatura inglesa en 1786, en la novela ambientada en el oriente de William Thomas Beckford Vathek que describe al ghūl del folclore árabe, así como en la obra de H. P. Lovecraft, quien se refiere a él como ghoul.
Por extensión, la palabra gul también se utiliza peyorativamente para referirse a una persona que se deleita en lo macabro, o cuya profesión esté vinculada directamente a la muerte, como un enterrador. En árabe coloquial, el término se utiliza a veces para describir a un individuo desmedidamente ambicioso o glotón.
El gul puede cambiar de forma, asumiendo la de una hiena u otro animal del desierto. Generalmente, intenta desorientar a los viajeros inexpertos que cruzan el desierto, llevándoles a la muerte. La criatura también caza niños pequeños, bebe sangre, roba monedas y come carne de cadáveres.

## Etimología
Gul viene del árabe Ghul, variante de ghala, "capturar". Marc Cramer y otros creen que el término se relaciona etimológicamente con Gallu, un demonio mesopotámico.

## Adaptación del término al español
Hasta la actualidad, el término no aparece recogido en el Diccionario de la lengua española de la Real Academia Española. Las primeras apariciones de gul en castellano se deben a los traductores de la obra de Lovecraft, que vertieron de este modo el inglés ghoul. 
En su traducción de Las mil y una noches, para referirse a la hembra de esta peculiar especie, Rafael Cansinos Assens optó por la forma algola, con una clara inspiración del árabe hispano. En algunas historias se suele encontrar traducido como espectro.

## Otras influencias
- La estrella Algol, conocida como "la estrella del Diablo", toma su nombre del término árabe "al-ghūl".[7]

- En el mundo de la novelas de ciencia ficción moderna y los videojuegos de los últimos años (como en las series Castlevania, Fallout, Warhammer o Warcraft) se opta por traducir ghoul simplemente como necrófago.

- En el universo de DC hay un supervillano llamado Ra's al Ghul, traducido del árabe como «la Cabeza del Demonio».

- El Manga/Anime Tokyo Ghoul se centra en la vida y lucha por sobrevivir de estas criaturas en Tokio. Como los Ghoul originales, necesitan comer carne humana para sobrevivir, más tienen unos orígenes y características ligeramente distintas con un carácter más Biológico y Moderno que fantástico. El personaje principal por un giro del destino es convertido en un Ghoul y tiene que aprender a sobrevivir y adaptarse a una nueva y cruel condición.

- En la banda de rock Ghost, los músicos que acompañan al vocalista de la banda, que asume un papel de autoridad eclesiástica, son llamados como "Nameless Ghouls[8]" ("Gul sin nombre"). Los Nameless Ghouls representan cada uno de los cinco elementos: fuego, agua, aire, tierra y éter (también conocido como quintaesencia), y llevan su respectivo símbolo alquímico en su traje, siendo esta la única identidad que poseen pues sus identidades reales son anónimas.
  - Papa Emeritus – Voz (2008–2012)
  - Papa Emeritus II – Voz (2012–2015)
  - Papa Emeritus III – Voz, Kazoo (2015–2017)
  - Cardinal Copia  – Voz (2018–2020)
  - Papa Emeritus IV  – Voz (2020–Presente)
  - Nameless Ghouls (Guls sin nombre) - todos los instrumentistas:
    -  (Fuego) Guitarra líder
    -  (Agua) Bajo
    -  (Aire) Teclado
    -  (Tierra) Batería
    -  (Éter o Quintaesencia) Guitarra rítmica

- Ken Kaneki, protagonista del manga Tokyo Ghoul es un mitad humano y mitad Ghoul.

- Aparece mencionado en una canción de Mitsuruggy.

- Aparece tanto en relatos de H. P. Lovecraft como de Clark Ashton Smith.
- En el popular juego de rol Vampiro La Mascarada, el ghoul es un humano que ha bebido sangre de vampiro y adquirido temporalmente algunos de sus poderes.

- En el disco Relentless, estrenado el año 1985 por el grupo estadounidense Pentagram, se incluye una canción llamada The Ghoul.